# Johan Vásquez Rosales
Jorge Johan Vásquez Rosales (Lima, 8 de octubre de 1984) es un exfutbolista peruano. Jugaba de centrocampista y tiene 40 años.

## Trayectoria
De la mano de su abuelo Jorge (dado que sus padres emigraron a los Estados Unidos), llegó al Deportivo Zúñiga y luego seguiría en el América y la Academia Cantolao, donde se encontraría con el técnico Roberto Mosquera. A los 17 años se integró al Deportivo Wanka, jugando por los juveniles de este club. En 2003 fue contratado por Coronel Bolognesi, debutando en la primera división el 9 de noviembre de 2003, jugando frente al Unión Huaral. Vistiendo la casaquilla del equipo tacneño fue campeón del Torneo Clausura 2007. A fines del mes de julio de 2008, Johan Vásquez fichó por Universitario de Deportes, con el que obtuvo el título del Campeonato Descentralizado 2009. En el 2012 firma por el León de Huánuco y el 2013 vuelve a  Cienciano. Al año siguiente fichó por el FBC Melgar jugando un año en el cuadro rojinegro.
Tras su retiro fue administrador de Sport Boys entre noviembre de 2016 y agosto de 2021.

## Selección nacional
Ha sido internacional con la selección de fútbol del Perú en 1 ocasión. Su debut se produjo el 6 de febrero de 2008, en un encuentro amistoso ante la selección de Bolivia que finalizó con marcador de 2-1 a favor de los bolivianos.

## Clubes
| Club                      | País | Año       |
| ------------------------- | ---- | --------- |
| Coronel Bolognesi FC      | Perú | 2003-2008 |
| Universitario de Deportes | Perú | 2008-2011 |
| León de Huánuco           | Perú | 2012      |
| Cienciano                 | Perú | 2013      |
| FBC Melgar                | Perú | 2014      |

## Palmarés
| Título                    | Club                      | País | Año  |
| ------------------------- | ------------------------- | ---- | ---- |
| Torneo Clausura           | Coronel Bolognesi         | Perú | 2007 |
| Primera División del Perú | Universitario de Deportes | Perú | 2009 |